# Касимов Сухроб Абдулхакович
Касимов Сухроб Абдулхакович (2 вересня 1961 , Темурмаліцька нохія  — 16 грудня 2014 , Душанбе ) — генерал-майор, учасник громадянської війни в Таджикистані. Один із найвідоміших командирів Народного фронту Таджикистану під час громадянської війни. Президент Федерації футболу Таджикистану (2002—2012).

## Життєпис
Сухроб Касимов народився 2 вересня 1961 року у Темурмаліцькому районі Таджицької РСР. Його родина переїхала до Дангару 1968 року, у цьому селі 1978 року він закінчив середню школу. У школі став майстром спорту СРСР з настільного тенісу.
Після школи в Дангарі вступив на філфак Душанбінського педінституту, але ректор, побачивши, що хлопець із віддаленого південного району добре знає російську мову, запропонував йому вчитися в Московському педагогічному інституті. Тоді 1980 року Касимов вступив на дефектологічний факультет Московського державного педагогічного інституту, спеціальність — олігофренопедагог. 1985 року, після навчання, повернувся до Таджикистану, працював у школі-інтернаті для розумово відсталих дітей у селі ім. Калініна. Маючи чорний пояс із карате, викладав у школі східних єдиноборств.
Створив першу в Душанбе школу карате, 1996 року став ініціатором створення ФК Варзоб.

## Війна
Коли почалася громадянська війна в Таджикистані, Сухроб працював учителем у допоміжній школі-інтернаті № 3 Душанбе. З перших днів війни став командиром диверсійного загону Гіссарського напряму, Касимов організував з каратистів загін самооборони, який згодом став основою для створення спецназу Таджикистану. Тоді ж отримав звання старшина міліції. Його бригада у Тавільдарі змогла підняти важку техніку (2 БМП та 3 танки) на високу сопку та зверху завдати удару по загону Об'єднаної опозиції. Деякий час воював у Чечні на боці російських військ.
Після захоплення Душанбе урядовими силами, Касимов став командиром загону особливого призначення при Варзобському відділі внутрішніх справ. У червні 1992 року загін було перетворено на 2-й оперативний полк МВС, а грудні 1996 року — на 1-шу Окрему оперативну бригаду спецназу ВВ МВС Таджикистану.
До складу бригади входили чотири батальйони: оперативний, спецпризначення (на контрактній основі), мотострілковий, дорожньо-патрульний, п'ять окремих рот, вертолітний загін. 1998 року бригада Касимова із загонами Мірзо Зієєва відіграла вирішальну роль у придушенні антиурядового заколоту полковника Махмуда Худойбердиєва на півночі Таджикистану. Наприкінці 2001 року кілька сотень офіцерів і солдатів його бригади і сам Касимов брали участь у бойових діях проти талібів на боці «Північного альянсу».
Касимов був одним із найбільш наближених колишніх польових командирів президента РТ Емомалі Рахмона. Його проблеми почалися наприкінці 1997 року, коли його сили придушили осередки опору прихильників Якуба Салімова на півночі Душанбе, і після того, як 1998 року він закликав до переговорів з Худойбердиєвим як із колишнім соратником із Народного фронту. З того часу влада почала звужувати вплив Суроба в держструктурах, бізнесі і витісняти його сили з Варзобської ущелини, яку до того часу було прийнято вважати вотчиною генерала.

## Подальша доля
Протягом 1995—2000 років був депутатом Меджліс Олі (парламенту) Таджикистану, так званого «вйськового скликання».
2002 року Касимов стає президентом Федерації футболу Таджикистану, керував нею до 2012 року.
У березні 2007 року Касимов пішов із посади командира бригади спецпризначення МВС РТ, якою він керував 15 років.

## Смерть
Касимов помер 16 грудня 2014 року у віці 53 років у Душанбе після тривалої хвороби. Його поховано в селі Дангара на цвинтарі Мазорі Йохсу, недалеко від будинку його батька.

## Нагороди
- За відвагу (РФ, за участь у Чеченській війні)[3]
- Орден Шарафа (Таджикистан)
- Орден Спітамена 1-го ст. (Таджикистан)